# Acacia epacantha
Acacia epacantha är en ärtväxtart som först beskrevs av Bruce R. Maslin, och fick sitt nu gällande namn av Bruce R. Maslin. Acacia epacantha ingår i släktet akacior, och familjen ärtväxter. Inga underarter finns listade i Catalogue of Life.